# 世界都市ゲルマニア
もしかして
- 世界首都ゲルマニア

ではありませんか？